# Henri Chamard
Henri Chamard, né le 7 juillet 1867 à Honfleur (Calvados) et mort le 29 septembre 1952 à Paris 5e, est un professeur d'université, spécialiste de littérature française.  

## Biographie
Henri Jean Chamard effectue ses études à l'École normale supérieure à partir de 1887. Il est licencié ès lettres en 1888 et agrégé de lettres en 1890. En 1900, il soutient ses deux thèses de doctorat ès lettres à la Faculté de Paris : la première, en français, consiste en une étude du poète Joachim du Bellay, la deuxième, en latin, s'intéresse à l'œuvre poétique de Jacques Peletier du Mans. 
Sa carrière académique débute par divers postes de professeur en lycée, de 1890 à 1897. En 1897, il est chargé de deux conférences à la Faculté des lettres de Caen tout en enseignant en parallèle au lycée. Entre 1897 et 1903, il occupe respectivement les fonctions de maître de conférences de littérature française, puis celles de professeur adjoint de littérature française à la Faculté des lettres de Lille. En 1903, sa carrière le porte vers un poste de maître de conférences de littérature française à l'École normale supérieure. À partir de 1904, il assure plusieurs charges d'enseignement à la Faculté des lettres de Paris (Sorbonne), devenant professeur adjoint de langue et littérature françaises (1910) puis professeur d'histoire de la littérature de la Renaissance française (1920). Il est directeur de l'Institut de langue et littérature françaises à partir de 1931 et est admis à la retraite en 1937. 
Henri Chamard collabore par ailleurs activement à la Revue critique d'histoire et de littérature, la Revue d'histoire littéraire de la France, la Revue du XVIe siècle, la Revue de l'enseignement secondaire des jeunes filles ou encore aux Annales de l'Université de Paris. 
Il effectue également diverses missions au sein d'universités étrangères (Columbia, Ann Arbor, Berkeley, Brassov).

## Œuvres
Parmi les ouvrages écrits par Henri Chamard figurent : 
- Joachim Du Bellay (1522-1560), thèse de doctorat (1900) ;

- Prix Saintour de l'Académie française
- édition critique de la « Deffence » de J. Du Bellay (1904) ;
- édition critique des Œuvres poétiques de J. Du Bellay (1908-31), 6 volumes ;
- La Chanson de Roland, traduction nouvelle d'après le manuscrit d'Oxford (1919) ;
- Les origines de la poésie française de la Renaissance (1920) ;
- Le Mystère d'Adam, texte du manuscrit de Tours et traduction nouvelle (1925) ;
- La tragédie de la Renaissance (1928) ;
- La doctrine et l’œuvre poétique de la Pléiade (1931-32) ;

- Grand prix Gobert de l'Académie française
- Histoire de la Pléiade, 4 volumes (1939-40) ;
- nouvelle édition critique de la Deffence de Joachim Du Bellay (1948) ;
- collaboration au tome 2 du Dictionnaire des lettres françaises.

## Distinctions
Henri Chamard est officier de la Légion d'honneur. Il est également lauréat de l'Académie française, qui lui a décerné le Grand prix Gobert pour son ouvrage La doctrine et l'œuvre poétique de la Pléiade (1931-32). 